# Drozdov (okres Šumperk)
Drozdov (německy Drossenau) je obec v okrese Šumperk v Olomouckém kraji. Žije zde 355 obyvatel.

## Historie
První písemná zmínka o obci pochází z roku 1417.

## Obyvatelstvo
| Rok            | 1869 | 1880 | 1890 | 1900 | 1910 | 1921 | 1930 | 1950 | 1961 | 1970 | 1980 | 1991 | 2001 | 2011 | 2021 |
| -------------- | ---- | ---- | ---- | ---- | ---- | ---- | ---- | ---- | ---- | ---- | ---- | ---- | ---- | ---- | ---- |
| Počet obyvatel | 855  | 811  | 812  | 802  | 740  | 690  | 679  | 424  | 451  | 358  | 387  | 364  | 340  | 324  | 339  |
| Počet domů     | 126  | 130  | 133  | 134  | 135  | 138  | 139  | 141  | 117  | 105  | 112  | 133  | 134  | 143  | 143  |

## Obecní správa
Mezi lety 1850–1979 byl Drozdov obcí v okrese Zábřeh (1850–1950) a později v okrese Šumperk. Od 1. ledna 1980 do 31. prosince 1991 patřil jako část města k Zábřehu a od 1. ledna 1992 je opět samostatnou obcí.

### Obecní symboly
Znak a vlajka byly obci uděleny rozhodnutím předsedy Poslanecké sněmovny Parlamentu České republiky dne 25. listopadu 2003.

## Pamětihodnosti
- Partyzánský pomník